# Dance Passion
"Dance Passion" (en español: "Pasión del baile") es el título del primer álbum de remixes de Roxette y corresponde a las remezclas de algunas de las canciones de su primer disco grabado en estudio, "Pearls of Passion".
Este álbum de remixes fue publicado de manera oficial solamente en formato de disco de vinilo más conocido LP (disco de 12" de diámetro) el día 27 de marzo de 1987 y nunca fue comercializado oficialmente en formado de CD Por lo tanto, todas las ediciones de este trabajo que se puedan encontrar en el mercado en formato de disco compacto son copias piratas. Este álbum fue publicado únicamente para Suecia.

## Lista de canciones
| LP: Lado A |                                         |          |  |
| N.º        | Título                                  | Duración |  |
| 1.         | «I Call Your Name» (Kaj Erixon remix)   | 5:13     |  |
| 2.         | «Soul Deel» (Kaj Erixon remix)          | 5:17     |  |
| 3.         | «Like Lovers Do» (Kaj Erixon remix)     | 5:05     |  |
| 4.         | «Neverending Love» (René Hedemyr remix) | 4:13     |  |

| LP: Lado B |                                              |          |  |
| N.º        | Título                                       | Duración |  |
| 5.         | «Goodbye to You» (Kaj Erixon remix)          | 6:00     |  |
| 6.         | «Secrets That She Keeps» (Alar Suurna remix) | 6:16     |  |
| 7.         | «Joy of a Toy» (Kaj Erixon remix)            | 5:18     |  |
| 37:21      |                                              |          |  |